# Блутенгел
Блутенгел (на немски: Blutengel; букв. „Кървав ангел“) е немска фючърпоп/електронна/даркуейв/синтпоп/готик група със силни евроденс влияния. Неин създател е Крис Пол, член на групите Terminal Choice, Tumor и Pain of Progress и собственик на лейбъла Fear Section. Текстовете на групата са както на английски, така и на немски и се пеят от мъжки и женски вокали.

## История
Блутенгел е създадена като група през 1998, след като Крис Пол решава да напусне предишния си проект Seelenkrank, поради възникнали проблеми с договора. Както предшественика си, така и Блутенгел използва електронна музика в комбинация с мъжки и женски вокали. Мъжките вокали са винаги осигурени от Крис Пол, а женските от различни вокалистки, сменяли се с албумите. Текстовете са на английски език, но има и доста песни изцяло на немски. Основната тематика на песните започва от любовта и трагедията от безнадеждната романтикa, достигайки чак до първичните аспекти на желанието.
Първият албум „Child of Glass“ е издаден в началото на 1999 и много скоро завладява клубовете и бързо привлича вниманието на почитателите на алтернативната електронна музика. Още с първите си песни като „Weg zu mir“ и „Beauty of Suffering“ си създават значителна фен база. По това време женските вокали се изпълняват от Кати Ролф и Нина Бендихкайт. Въпреки значителния успех на този албум Блутенгел нямат реални участия до издаването на следващия им албум.
През 2001 най-сетне излиза дългоочакваният втори студиен албум „Seelenschmerz“ и за Блутенгел започва нова период от музикалното им съществуване. В самата група има промени, защото Нина Бендихкайт е стартирала собствена успешна кариера през последните две години и е заместена от Джини Мартин. Песни като „Seelenschmerz“, „Soul of Ice“, „Children of the Night“ и „Der Spiegel“ помагат на албума да пожъне успех за музика като тяхната. Малко не достига на „Seelenschmerz“, за да влезе в немския топ 100 за албуми, което кара Блутенгел да започнат да изнасят концерти пред феновете си. Първата изява на групата е на ежегодната Уейв-готик Среща в Лайпциг, Германия, където свирят пред около 10 000 души, като изпълват до максимум капацитета на осигурения терен.
Към края на 2001 излиза сингълът „Black Roses“ с гост участието на Констанс Рудерт. Групата след това има участие във фестивала Dark Storm, на което на една сцена се качват Рудерт и редовните вокалистки Кати Ролф и Джини Мартин. Това ще се окаже и последният концерт на Блутенгел в този състав, защото броени дни след него Ролф и Мартин напускат групата по лични и творчески причини и създават своя проект Tristesse de la Lune. Констанс, която дотогава е била наета само за издаването на сингъла „Black Roses“ стават постоянната заместничка на Кати, а Крис Пол успява бързо да намери втора вокалистка в лицето на Ева Пьолциг.
През 2002 заради съществени вокални промени и преместването в ново студио с по-добра техническа база, групата успява да издаде още по-успешния албум „Angel Dust“, който достига 58-о място в Топ 100 за албуми в Германия. Песни като „Angel of the Night“ и „Vampire Romance“ допълват за растящата популярност на Блутенгел в клубните среди. За този албум Нина Бендихкайт прави кратко заръщане като оформител на обложката и промоционалната фотосесия, съпътстващи албума.
Четвъртият им студиен албум, „Demon Kiss“, излиза през 2004, последван от ДВД-то „Live Lines“. Малко след издаването на концертния диск в началото на октомври 2005 Ева Пьолцигер решава да напусне Блутенгел поради възникнали проблеми при разпределението на времето и отговорностите си спрямо групата и личния си живот. Пьолцигер е заменена от Улрике Голдман, която дава нова музикална посока в общото звучене на групата. Промяна, която има своите почитатели и критици сред феновете на Блутенгел. По това време Крис Пол е зает с турнето на другия му основен проект Terminal Choice и успяват да издадат само мини-албума „The Oxidising Angel“, за да представи Улрике на слушателите. През следващите две години групата издава само по-поп ориентирани сингли до излизането на дългоочаквания им пети албум „Labyrinth“, който излиза през септември 2007, последван от кратко турне.

## Дискография

### Албуми
- „Child of Glass“ (CD; 22 февруари 1999; Out of Line)
- „Seelenschmerz“ (CD; 19 март 2001; Out of Line)
- „Angel Dust“ (CD; 30 септември 2002; Out of Line)
- „Demon Kiss“ (CD; 22 март 2004; Out of Line)
- „The Oxidising Angel“ (EP; 2005; Out of Line)
- „Labyrinth“ (CD; 14 септември 2007; Out of Line)

### Сингли
- „Bloody Pleasures“ (март 2001; Out of Line)
- „Black Roses“ (3 декември 2001; Out of Line)
- „Vampire Romance“ (август 2002; Out of Line)
- „Forever“ (8 декември 2003; Out of Line)
- „Mein Babylon с участието на Stendal Blast“ (21 юни 2004; Schwarzrock/Dark Dimensions)
- „No Eternity“ (6 септември 2004; Out of Line)
- „My Saviour“ (1 декември 2006; Out of Line)
- Lucifer „Blaze“ (13 юли 2007; Out of Line)
- Lucifer „Purgatory“ (13 юли 2007; Out of Line)